# Alcek
Alcek (bolgár-törökül: Altsikurs) a bolgár-török horda vezetője. Ők alapították meg Itália középső részén a Matese-hegységben lévő Gallo Matese, Sepino, Boiano és Isernia településeket.
631-ben trónviszály tört ki az avarok vezére és Alcek között. Végül Alcek veszített, s elhajózott Bajorországba, ahol I. Dagobert frank királytól egy kis földterületet kért, ahol le tudtak telepedni. A király a kezdetekben enedte, hogy egy földterületet ők használjanak, de egyik éjszaka megparancsolta katonáinak, hogy öljék le a bolgár-törököket. A 9.000 közül csak 700 élte túl a mészárlást, aki ezután Itáliába hajózott, ahol a lombardiai király, Gromuald engedélyezte nekik, hogy Ravenna környékén letelepedjenek. Ezután délre, a Beneventói Hercegség területére küldték őket, ahol Alcek gastaldo ranggal az itteni bolgár-törökök vezére lett.
Az embereknek mellett, sztyeppei nomád jellegzetességeket felmutató síremlékekben a VIII. század második felére datálható lótetemek a bolgár-törökök jelenlétére utalnak Molise és Campania területén is. Pál szerzetes idejébők arról számol be, hogy a bolgár-törökök leszármazottai a latin mellett saját nyelvüket még mindig beszélték.

## Fordítás
- Ez a szócikk részben vagy egészben  az   Alcek című angol Wikipédia-szócikk ezen változatának fordításán alapul.  Az eredeti cikk szerkesztőit annak laptörténete sorolja fel. Ez a jelzés csupán a megfogalmazás eredetét és a szerzői jogokat jelzi, nem szolgál a cikkben szereplő információk forrásmegjelöléseként.

## Külső hivatkozások
- (olaszul) I Bulgari stanziati nelle terre d'Italia nell'Alto Medio Evo by Vincenzo D'Amico